# رعایت حق تقدم
رعایت حق تقدم جزء نشان‌های بازدارنده یا انتظامی راهنمایی و رانندگی است. راننده در هنگام مشاهده این علامت بایستی حق تقدم را رعایت کند (راه بدهد). این تابلو معمولاً در تقاطع‌ های فرعی به اصلی مشاهده می‌گردد.

## نگارخانه

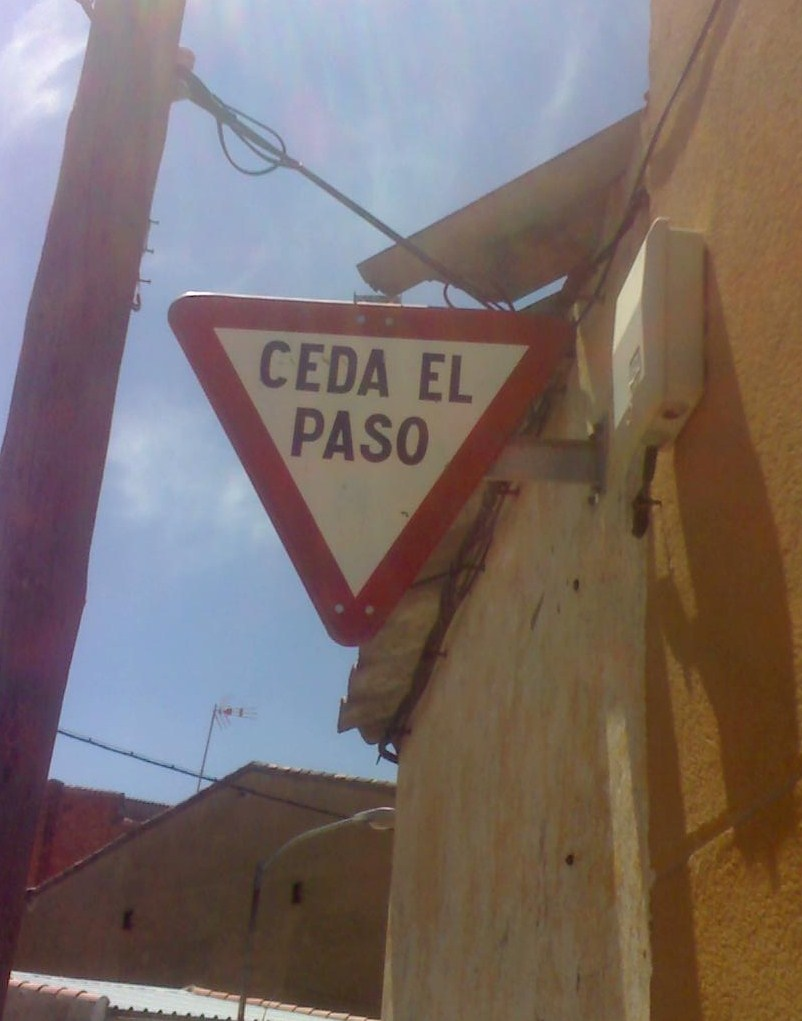
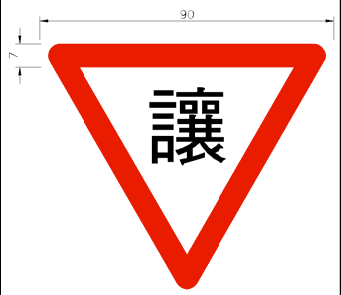
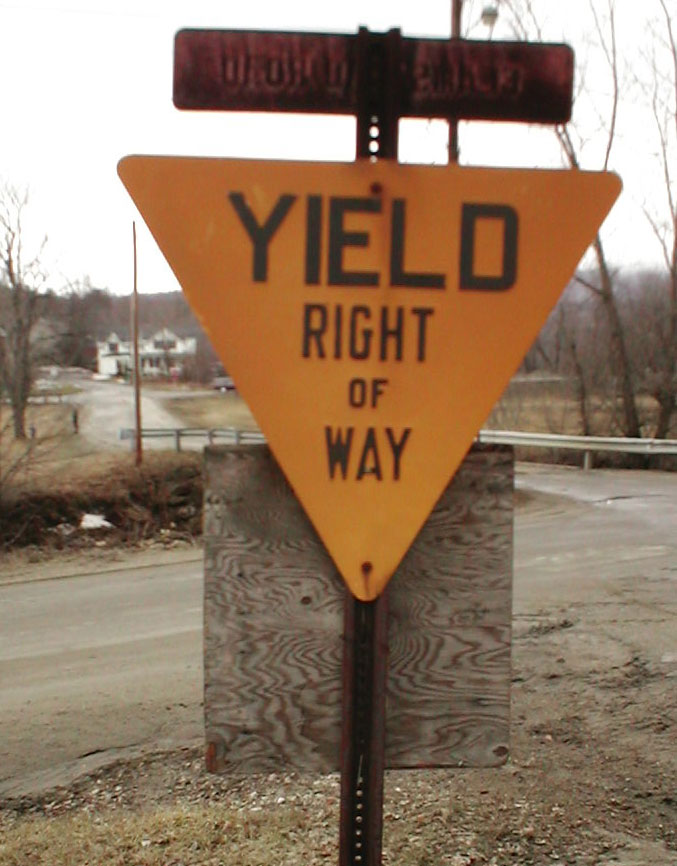